# Peter Fritzsche (Historiker)
Peter Andreas Fritzsche (* 3. Juli 1959) ist ein US-amerikanischer Historiker. Er ist seit 1995 Professor an der University of Illinois at Urbana-Champaign.

## Leben
Fritzsche promovierte 1986 an der Universität Berkeley und veröffentlichte mehrere Werke über die Geschichte des 20. Jahrhunderts und über die Geschichte der Technik. Eines seiner bekanntesten Werke ist „Wie aus Deutschen Nazis wurden“, in dem er die Entwicklung des deutschen Volkes auf dem Weg zum Nationalsozialismus beschreibt und Gründe für die nationalsozialistische Herrschaft in Deutschland erörtert.

## Schriften
- Rehearsals for Fascism: Populism and Political Mobilization in Weimar Germany. Oxford University Press, New York 1992, ISBN 0-19-505780-5.
- A Nation of Fliers: German Aviation and the Popular Imagination. Harvard University Press, Cambridge/Mass. 1994, ISBN 0-674-60121-1.
- Reading Berlin 1900. Harvard University Press, Cambridge/Mass. 1996, ISBN 0-674-74881-6.
  - Übersetzung: Als Berlin zur Weltstadt wurde: Presse, Leser und die Inszenierung des Lebens. Osburg, Berlin 2008, ISBN 978-3-940731-01-2.
- Germans into Nazis. Harvard University Press, Cambridge/Mass. 1998, ISBN 0-674-35091-X.
  - Übersetzung: Wie aus Deutschen Nazis wurden. Pendo, Zürich/München 1999, ISBN 3-85842-361-0. Taschenbuchausgabe: Ullstein, Berlin 1999, ISBN 3-548-36320-2.
- Stranded in the Present: Modern Time and the Melancholy of History. Harvard University Press, Cambridge/Mass. 2004, ISBN 0-674-01339-5.
- Friedrich Nietzsche and the Death of God: Selected Writings. Bedford/St. Martins, Boston 2007, ISBN 978-0-312-45022-9.
- Life and Death in the Third Reich. Belknap, Cambridge/Mass. 2008, ISBN 0-674-02793-0.
- The Turbulent World of Franz Göll: An Ordinary Berliner Writes the Twentieth Century. Harvard University Press, Cambridge/Mass. 2011, ISBN 978-0-674-05531-5.
- Hitler's First Hundred Days: When Germans Embraced the Third Reich. Oxford University Press 2021, ISBN 978-0-19-887112-5.